# 那夜凌晨，我坐上了旺角開往大埔的紅VAN (小說)
《那夜凌晨，我坐上了旺角開往大埔的紅van》（英語：Lost on a Red Minibus to Taipo，簡稱「紅van」）是香港網絡小說作家 所著的一部科幻長篇小說。

## 劇情簡介
故事主要講述了主角游梓池（阿池）於某天晚上和朋友「唱K」（香港俚語「去卡拉OK」）過後，於凌晨時份乘坐由香港旺角開往大埔的紅色公共小巴（俗稱「紅van」）回家。在該小巴經過獅子山隧道後，主角發現小巴外世界的所有人及汽車全部消失，只剩下小巴及車廂內的十七人（十六名乘客和司機），彷彿進入了另一個時空之中。故事發展出一連串的神秘事件，而小巴乘客開始一個繼一個的無故死亡，隨後又有一戴著防毒面具的神秘人出現；令主角們要解開一切謎團以期望可以重回原來的世界。

## 主要人物
包括小巴司機在內，故事主要有十七個角色。他們的名稱與身份如下表所示。
| 人物             | 身份                                                                                                |
| ---------------- | --------------------------------------------------------------------------------------------------- |
| 游梓池（阿池）   | 故事中的第一身男主角，26歲；事前於旺角和朋友「唱K」後，回大埔的家而登上小巴。女朋友為周怡（阿怡）。 |
| Yuki             | 故事中的女主角，在最初的小巴上坐在男主角的旁邊。                                                    |
| 中年男子（阿發） | 於最初的小巴上坐在較後的位置，一直嘗試要領導著眾人。                                                |
| 眼鏡青年         | /                                                                                                   |
| 睇波男           | 睇波女的丈夫，本打算到大埔朋友家觀看足球比賽而登上小巴。                                            |
| 睇波女           | 睇波男的妻子，本打算到大埔朋友家觀看足球比賽而登上小巴。                                            |
| 潮童一           | 本打算與潮童二回家「打機」而登上小巴。                                                              |
| 潮童二           | 暱稱「飛機昱」，與潮童一為好友。                                                                    |
| 阿信             | 「中大四子」之一，與其餘三人一同於中文大學下車。                                                    |
| Peter            | 「中大四子」之一，與其餘三人一同於中文大學下車。                                                    |
| Yuki             | 「中大四子」之一。與故事女主角同名，與其餘三人一同於中文大學下車。                                  |
| Jasmine          | 「中大四子」之一，與其餘三人一同於中文大學下車。                                                    |
| 小巴司機         | /                                                                                                   |
| 中年女子         | /                                                                                                   |
| LV港女           | /                                                                                                   |
| 白粉友           | /                                                                                                   |
| 油頭毒撚         | /                                                                                                   |

## 人氣與評價
《紅van》最先於香港網上討論區高登討論區上連載，在網絡上有近四萬人追隨的人氣；期後由於小說追隨者眾多，有出版社為作者將故事印刷出實體書籍，並於香港各大書店出售。雖然故事在網上可供免費閱讀，但小說的印刷版都能擁有高銷售量；在2012年的香港書展中，《紅van》小說上集共售出了過萬本。除此之外，小說在其他的香港書店亦有不俗的銷量：例如小說的下集登上了商務印書館2013年小說書類暢銷榜的第三名。
《號外》雜誌創辦人之一的鄧小宇撰文評論《紅van》，表示故事編排牽到多個層面：由香港本土文化，至外國流行文化（例如大衛·寶兒的歌曲），故事內各個細節都能作為解開最終迷團的線索，是一次「視野宏大的創作」。同時亦對故事作者Mr.Pizza有此評論：「…… Pizza 把故事講得出神入化，裊裊動聽之外，他寫的對話／內心獨白也十分精采，生動傳神，就如我們平日身邊的香港人談話一樣，十分自然，即使粗口連篇也是因為自然，所以不會覺得核突，此外他對書內香港地理環境、香港人的生活習慣細膩的描述，更是把『本土精神』發揮得淋漓盡致。」

## 軼事
作者Mr. Pizza表示，故事的靈感純粹是和女朋友到日本旅行，在酒店房間空閒時想出來的。而最初在網上連載時，本以為發放幾集後會不了了之，並沒想過小說後來會引來這麼多的追隨者。

## 改編電影
2012年12月中，有報導指香港導演陳果有意開拍《紅van》的電影版本，令《紅van》成為繼《東莞的森林》（「向西村上春樹」著，後改編成電影《一路向西》）後第二部改編成電影的高登連載故事。陳果原打算讓梁洛施出演女主角Yuki，後換成由文詠珊出演，而他亦希望能找上影帝級演員來客串；及後確定男主角會由黃又南演出。同時，陳果表示電影會分開上下兩部，預計成本約五千萬元。
《紅van》電影於2014年4月10日上映。 在香港上映前，「紅van」入選第64屆德國柏林國際電影節之「電影大觀」（Panorama）單元，並會在電影節中作世界首映。

## 相關音樂創作
香港獨立樂隊ISoFeel(現為樂隊Fabel)在小說連載期間，為小說創作兩首相關歌曲《那夜凌晨》和《望》。

## 地點及元素參見

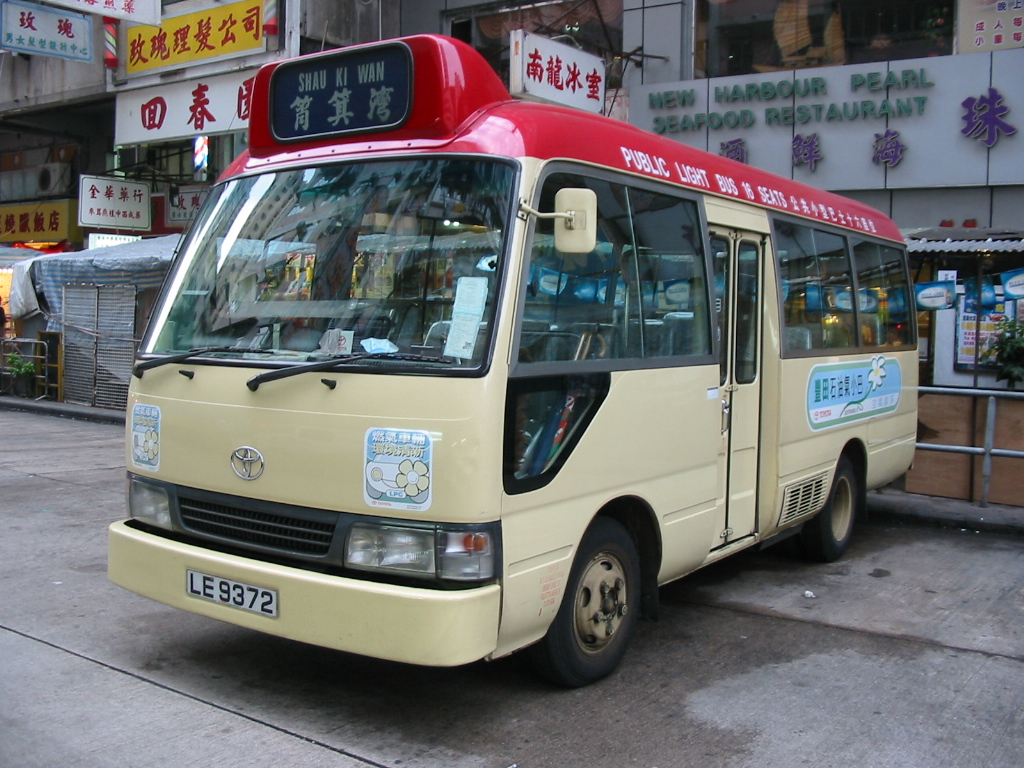
圖中為故事所描述的「紅van」

- 香港公共小巴
- 大帽山
- 獅子山隧道
- 雅麗氏何妙齡那打素醫院
- 大亞灣核電廠
- Space Oddity

## 外部連結
- （繁體中文）《那夜凌晨，我坐上了旺角開往大埔的紅van》在高登上連載的頁面
- （繁體中文）那夜凌晨，我坐上了旺角開往大埔的紅VAN的Facebook專頁